# Las Delicias, Nayarit
Las Delicias är en ort i Mexiko.   Den ligger i kommunen Tepic och delstaten Nayarit, i den centrala delen av landet, 600 km väster om huvudstaden Mexico City. Las Delicias ligger 918 meter över havet och antalet invånare är 467.
Terrängen runt Las Delicias är varierad. Runt Las Delicias är det ganska tätbefolkat, med 199 invånare per kvadratkilometer. Närmaste större samhälle är Tepic, 4,6 km öster om Las Delicias. Runt Las Delicias är det i huvudsak tätbebyggt.